# Albert de Saxe-Altenbourg
Pour les autres membres de la famille, voir Maison de Wettin.
Le prince Albert Heinrich Joseph Carl Viktor Georg Friedrich de Saxe-Altenbourg (14 avril 1843, Munich - 22 mai 1902, Serrahn), est un prince allemand.

## Biographie
Albert s'engage au printemps 1860 dans le contingent de troupes de Saxe-Altenbourg, où il est nommé sous-lieutenant en septembre de la même année. En mai 1861, il passe dans l'armée prussienne et est engagé dans le 5e régiment d'uhlans (de).
Fils du prince Édouard de Saxe-Altenbourg et de Louise de Reuss-Greiz, il épouse en premières noces, en 1885, la princesse Marie de Prusse (1855–1888), veuve d'Henri d'Orange-Nassau et fille de Frédéric-Charles de Prusse. Ils eurent :
- Olga Elisabeth Carola Victoria Maria Anna Agnes Antoinette (1886-1955), épouse de Carl Friedrich von Pückler-Burghauss ;
- Marie (1888-1947), épouse du prince Heinrich XXXV von Reuss zu Köstritz (remarié à la princesse Marie Adelheid de Lippe-Biesterfeld). Marie adopte en 1942 son filleul, Theodor Franz Graf Praschma (1934-2012), portant le patronyme Praschma von Sachsen-Altenburg.

Veuf en 1888, Albert se remarie en 1891 avec la duchesse Hélène de Mecklembourg-Strelitz, fille de Georges-Auguste de Mecklembourg-Strelitz et de la grande-duchesse Catherine Mikhaïlovna de Russie.
Il était chevalier de la Justice de l'ordre protestant de Saint-Jean.